# بيرل هارت
بيرل هارت هي راعية البقر كندية، ولدت في 1871 في لندسي ‏ في كندا، وتوفيت في 1928 في أريزونا في الولايات المتحدة.